# Cortinarius simulatus
Cortinarius simulatus är en svampart som beskrevs av P.D. Orton 1958. Cortinarius simulatus ingår i släktet Cortinarius och familjen spindlingar.   Inga underarter finns listade i Catalogue of Life.